# Uzbekistans historia

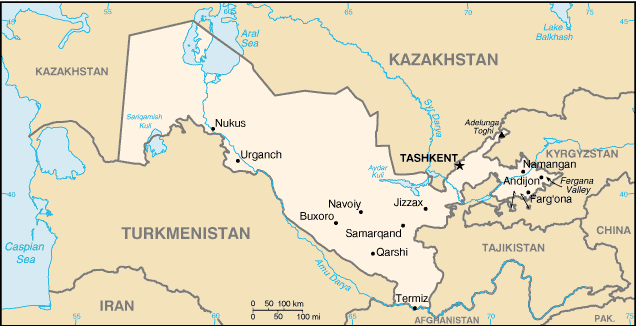
Uzbekistan 2004.

Uzbekistans historia är en del av Centralasiens historia, och området har först i sen tid utgjort en separat enhet. Under antiken och medeltiden användes namnet Transoxanien (av latinets Transoxania, "landet bortom Oxus", persiska Fararud فرارود) för området mellan floderna Oxus (Amu-Darja) och Jaxartes (Syr-Darja). Området motsvarar ungefär dagens Uzbekistan samt delar av Turkmenistan, Tadzjikistan och Kazakstan.

## Förhistorisk tid
Arkeologiska lämningar från 2000 - 1500 f.Kr. tyder på att nuvarande Uzbekistan beboddes av indoeuropeiska folk (indo-iranier) som invandrat norrifrån. De livnärde sig på jordbruk och boskapsskötsel, hade tama hästar och kameler och använde vagnar. I Ferganadalen kring floden Syr-Darja i öster fanns fastboende jordbrukarbefolkning kring år 1000 f.Kr.

## Antiken

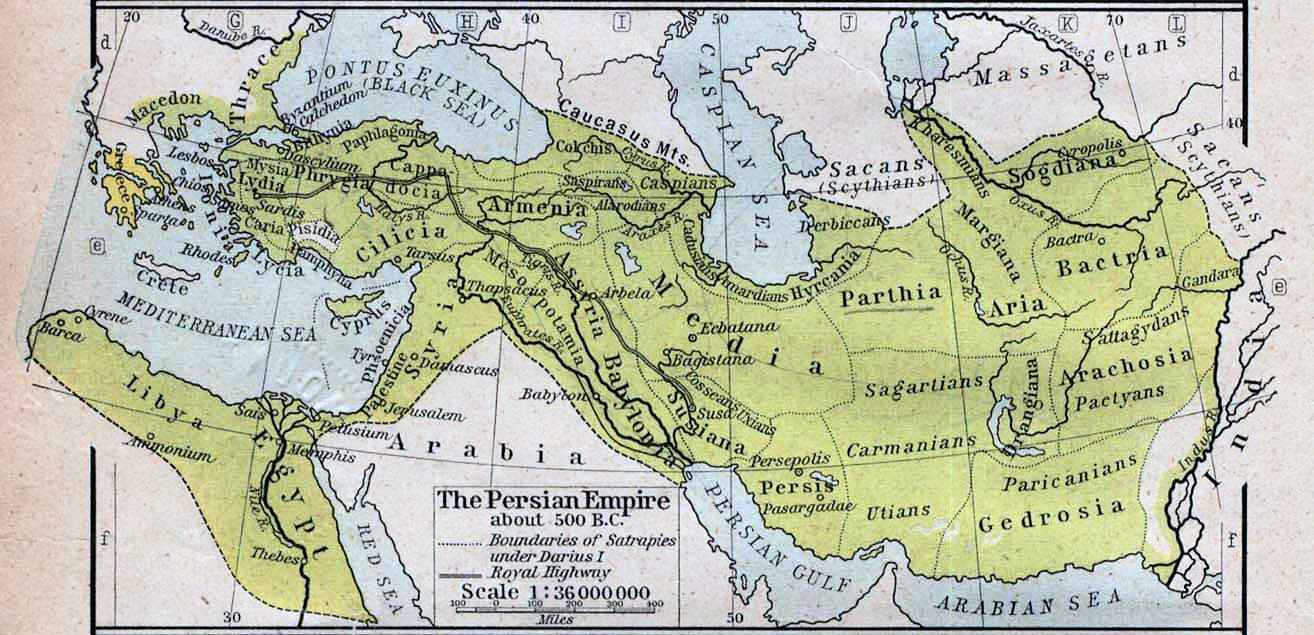
Perserriket cirka 500 f.Kr med provinserna Baktrien, Sogdiana och Khwarezm i nordost.

Under 500-talet f.Kr. dominerade skyterna den euroasiska stäppen från Donau i väster till floden Orkhon i Mongoliet och därmed en stor del av det område som idag är Uzbekistan. Skyterna, som  talade ett iranskt språk  var historiens första hästburna nomader. Ibland kallas de för saker eller sakafolk, och olika källor använder de två orden på lite olika sätt.
Samtidigt etablerade perserkungen Kyros den store det akemenidiska imperiet som expanderade både öster- och västerut. Kyros anses ha dött i striden mot nomader i närheten av Syr-Darja. Den senare persiske härskaren Dareios I lade under sig stora delar av nuvarande Uzbekistan kring år 500 f.Kr. I söder blev området kring Samarkand en del av den persiska provinsen Sogdiana. Längst i söder fanns provinsen Baktrien med Balkh i nuvarande Afghanistan som huvudort. Kring Amu-Darjas delta söder om Aralsjön etablerades den persiska provinsen Khwarezm.
År 336 f.Kr. blev Alexander den store kung av Makedonien och erövrade på bara några år först Grekland och sedan hela det stora persiska riket. År 329 f.Kr. intog han Baktrien och följande år även Sogdiana och Khwarezm. Han stannade något år i Balkh och gifte sig med dottern till en lokal persisk storman. Alexander strävade efter att åstadkomma en sammansmältning mellan erövrarna och de erövrade folken och uppmanade sina soldater att också gifta sig med baktriska kvinnor. Detta lade grunden en hellenistisk kultur med både grekiska och österländska influenser. När han lämnade området år 327 f.Kr. uppstod snart en maktdelning mellan de grekiska kommendanter han lämnat kvar och de lokala persiska stormännen. Efter Alexanders död år 323 f.Kr. delades hans välde mellan hans generaler och Centralasien blev en del av Seleukiderriket, benämnt efter den förste härskaren Seleukos. Under hans tid flyttade flera greker till området, byggde grekiska städer och blev dominerande både politiskt och kulturellt.

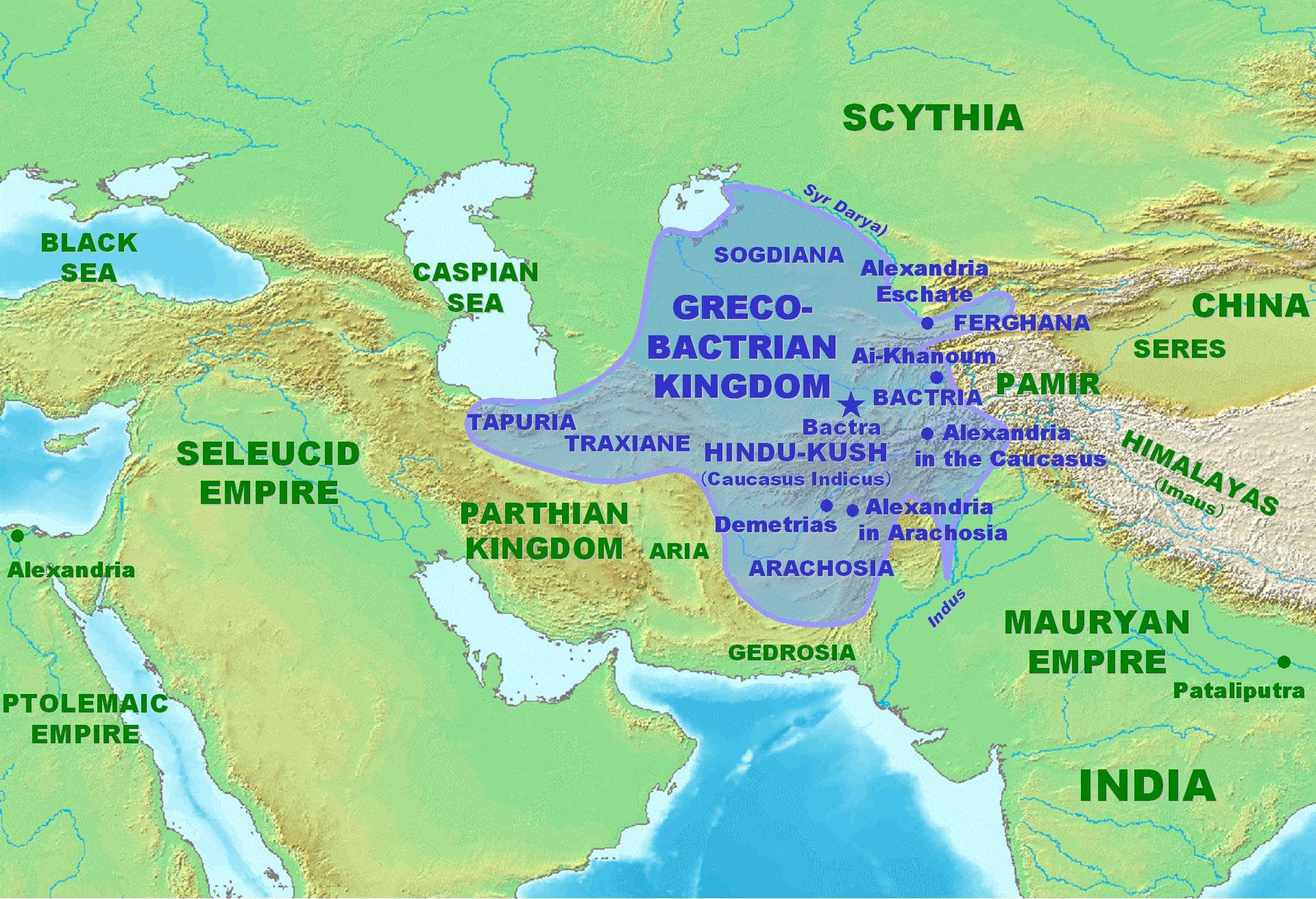
Det grekisk-baktriska kungariket i sin största utsträckning cirka 180 f. Kr.

År 230 f.Kr. bildades det självständiga Grekisk-baktriska kungadömet som expanderade snabbt åt alla håll och nådde sin största utsträckning kring 170 f.Kr. Det innefattade då hela dagens Uzbekistan. Kungarna omvändes till buddhismen, och det skedde ett fruktbart kulturmöte mellan hellenism och buddhism. Det ideal som uttrycks i de flesta avbildningar av Buddha utvecklades i Baktrien och spreds så småningom till andra buddhistiska folk.
Kring 100 f.Kr. erövrades det grekisk-baktriska riket av centralasiatiska nomadfolk och kontrollen över området var sedan instabil under åtskilliga århundraden, med strider mellan olika nomadfolk, det iranska sasanidimperiet och kushanriket i söder.

### Sidenvägen
Grekland hade vänt blickarna åt öster och sökte orientens rikedomar. Under Handynastin började Kina expandera och mot Xinjiang i väster. Efter flera fälttåg fick Kina kontroll över Hexikorridoren år 119 f.Kr. Därmed kunde de öppna Sidenvägen norr om Tibet till Ferganadalen och bedriva handel med västerlandet.

## Perioden 500 - 1800 e.Kr.

### Turkfolk från öster och araber från väster

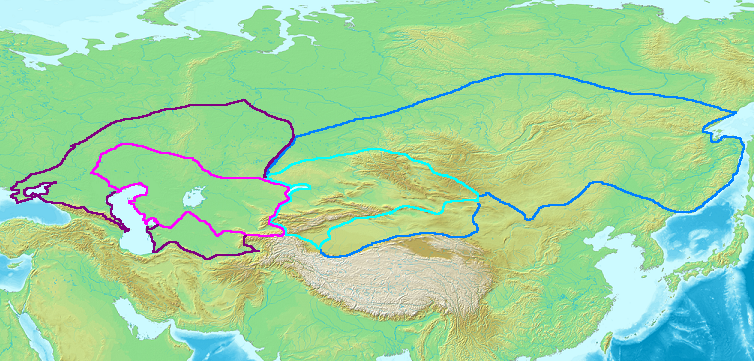
Västra och östra Gökturkiska khaganaten vid sin största utbredning kring 600 e.Kr. Ljus linje direkt styre, mörk linje influensområde.

I början av 500-talet började turkiska nomader från dagens Mongoliet erövra stora delar av Centralasien och upprättade Gökturkiska khaganatet. Riket föll snart sönder i en östlig och en västlig del, och en stor del av  Transoxanien ingick i det Västturkiska khaganatet.
|  | Expansion under Profeten Mohammed, 622–632 |

|  | Expansion under de fyra rättfärdiga kaliferna, 632–661 |

|  | Expansion under det umayyadiska kalifatet, 661–750 |

Det arabiska kalifatets expansion fram till 750

Det arabiska umayyadiska kalifatets fältherre Qutayba ibn Muslim erövrade delar av Transoxanien i början på 700-talet och införde Islam som statsreligion. År 875 gav kalifen i Bagdad provinsen Transoxanien som förläning till Nasr ibn Ahmad av den persiska ätten samaniderna. Nasr tog Bukhara som sin huvudstad och staden blev ett centrum för persisk-islamisk kultur. Den ekonomiska grunden var kontrollen över Sidenvägen, handelsleden mellan Europa och Kina.
År 999 invaderades Transoxanien på nytt av turkiska stamfolk som inbördes stred om makten och avlöste varandra som områdets härskare. Bland dem fanns   Karakhaniderna, Kara-Khitan, Seljukerna och Khwarezmiderna.

### Mongolisk erövring
År 1219 invaderades Transoxanien av mongolhövdingen Djingis Khan och året därpå plundrades och brändes Buchara och Samarkand. Djingis ättlingar styrde över Gyllene horden till 1294. Inbördeskrig ledde till att riket föll sönder. Özbek lyckades återupprätta Gyllen horden, konverterade till Islam och betraktas som stamfader till Uzbekerna. Han regerade mellan 1313 och 1341 och tvingade befolkningen att bli muslimer.
Timur Lenk, född i Sjachrisabz i östra Uzbekistan  ville återupprätta Mongolväldet och påbörjade ett fälttåg 1363 och erövrade Samarkand och Balkh i norra Afghanistan. 1369 härskade han över större delen av Centralasien och han tog Samarkand till huvudstad. Hantverkare från olika delar av riket byggd Samarkand till en av världens praktfullaste städer. Efter Timur Lenks död 1405 styrdes Transoxanien av Timuriderna till 1506. 

### Bucharariket

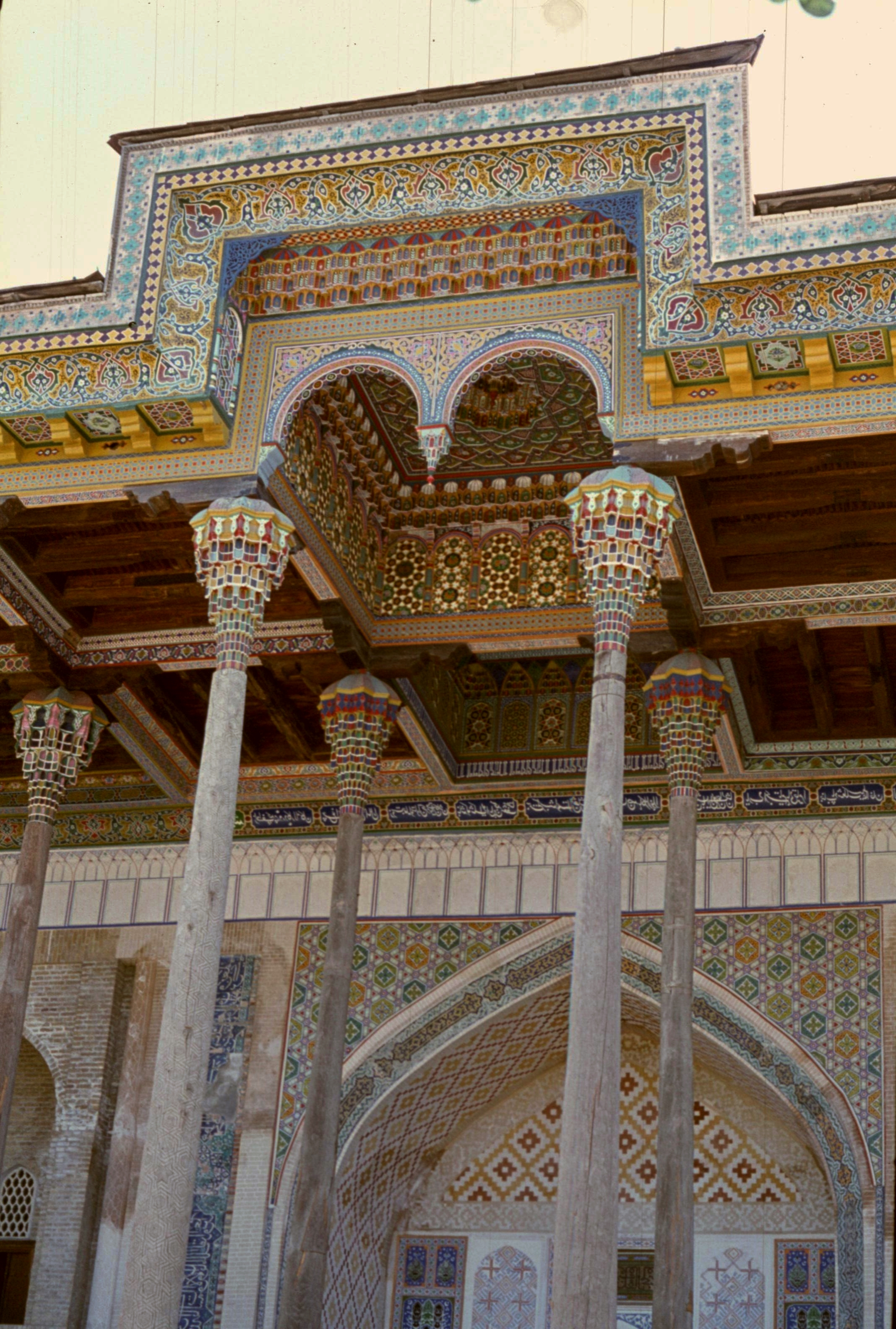
Bolo Haouz-moskén i Bukhara, byggd 1712.

Uzbeken Muhammad Shaybani erövrade Bukhara 1506 och upprättade khanatet Bukhara som omfattade Transoxanien och västra delen av Kina. Bukhara blev återigen ett kulturellt centrum i Centralasien. Shaybani-dynastin reformerade allmän utbildning och startade koranskolor där man kunde studera teologi, aritmetik, juridik, logik, musik och poesi. 1740 erövrades området av den persiske härskaren Nadir Shah  och 1785 blev Bukharariket ett emirat under Shah Murad.

## 1800-talet till 1917
I början av 1800-talet uppstod en maktkamp mellan Storbritannien och Kejsardömet Ryssland om inflytandet i Centralasien, det stora spelet. Det började 1813 med Freden i Gulistan då Persien förlorade sina territorier i Kaukasus. På 1860-talet tog ryska trupper kontroll över Transoxanien, som infogades i det ryska generalguvernementet Turkestan. I Ryssland avskaffades livegenskapen men bönderna kunde inte livnära sig på den lilla jordlott som de tilldelades. Många bönder flyttade till Centralasien och började odla bomull. Turkestan blev en bomullsproducent till den ryska textilindustrin  och järnvägar byggdes för att transportera råvaran till centrala Ryssland. Stor betydelse fick den 1400 kilometer långa järnvägen från Kaspiska havet till Samarkand.
Först 1885 formaliserades gränsen mellan det brittiska protektoratet Afghanistan och dess norra grannar. Ryssland och Storbritannien kom då överens om en gränsdragning som tvingades på den afghanska regeringen, och gränsen drogs där den fortfarande går, utmed floden Amu Darja.
Med ryssarna kom nya impulser som väckte unga människors intresse för modern vetenskap, nationell identitet och politiska fri- och rättigheter. Det gav upphov till reformsinnade centralasiatisk muslimer som kallade sig jadider (nytänkare). Men för folkmajoriteten medförde den ryska närvaron inga förbättringar. Den 1000-åriga nomadkulturen hotades när allt större markområden odlades upp. I Ferganadalen utbröt ett blodigt uppror 1898 och 1916 ett nytt uppror i protest mot rekrytering av soldater till tsarens armé.

## Sovjettiden 1917-1990
Den kommunistiska revolutionen i Ryssland 1917 ledde i Turkestan till inbördeskrig mellan å ena sidan bolsjevikiska ryska arbetare och soldater i Tasjkent och å andra sidan nationalistiska jadider med bas i Kokand. Bolsjevikerna segrade 1924 efter ett långt gerillakrig och Turkestan delades upp i flera sovjetiska delrepubliker. Uzbekistan blev för första gången en geografisk och politisk enhet.
Det första årtiondet i den nya Sovjetrepubliken innebar svåra umbäranden för befolkningen. Invånarantalet hade minskat under inbördeskriget, likaså boskapshjordarna och jordbruksmarken. När Josef Stalin kom till makten blev det ännu värre, jordbruket kollektiviserades och skördarna minskade. Uzbekiska kommunistledare och intellektuella rensades ut. En stor del av Centralasiens befolkning dog på grund av svält och förföljelse 1920-1945.

### Miljökatastrof

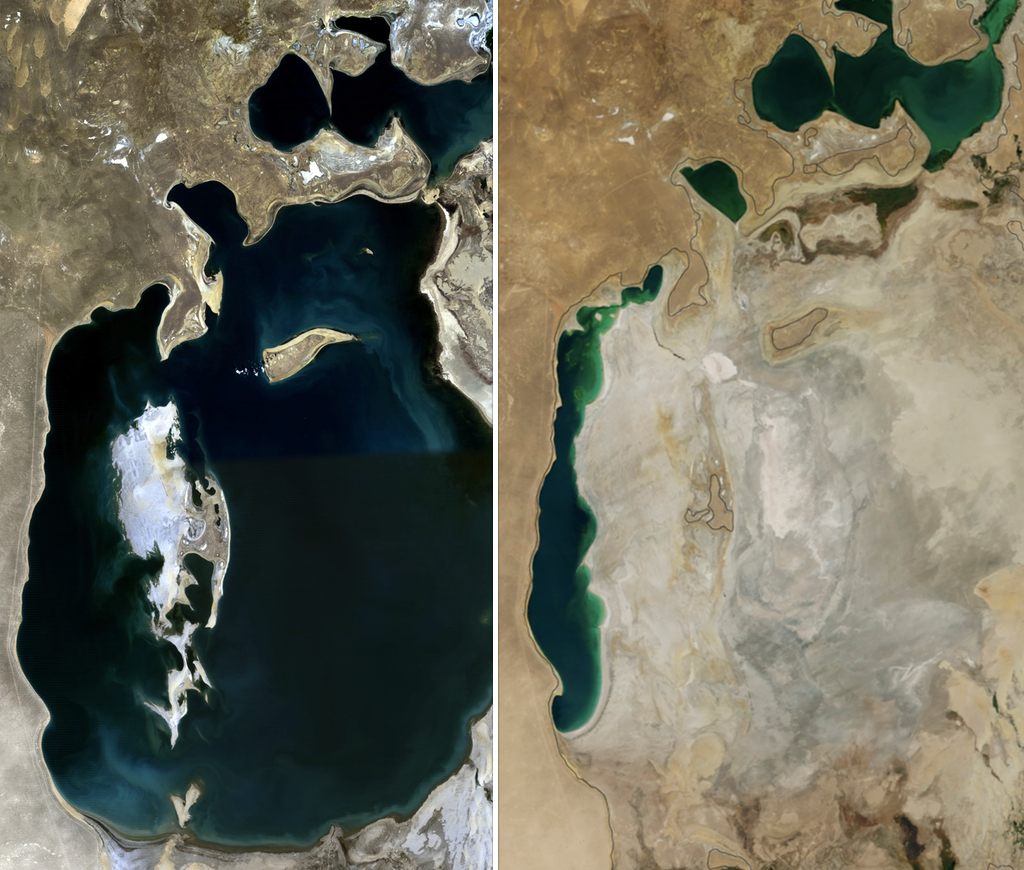
Aralsjön 1989 och 2014.

Bomullsproduktionen fyrfaldigades mellan 1940 och 1980, vilket ledde till en miljökatastrof. Omfattande konstbevattning minskade vattenflödet i floderna Syr-Darja och Amu-Darja och alltför lite vatten nådde Aralsjön. Sjön började torka ut och den torrlagda sjöbotten blev saltbemängd. Vinden spred salt över Kazakstan och Uzbekistan och skördarna minskade. För att uppnå produktionsmålen uppodlades nya marker.
Skördarna fortsatte att minska och i början av 1980-talet valde Uzbekistans partichef Sjaraf Rasjidovj att förfalska produktionssiffrorna. Samtidigt lade han beslag på pengar som Moskva betalade ut för bomull som aldrig producerats. Fusket avslöjades när sovjetiska satelliter fotograferade uzbekiska bomullsodlingar. Rasjidov fick avgå och tusentals ledande funktionärer fängslades, jordbruksministern dömdes till döden.

## Självständighet
Vid Sovjetunionens upplösning blev förstesekreteraren i kommunistpartiet, Islam Karimov president i Republiken Uzbekistan. 1992 fick Uzbekistan en ny författning med en folkvald president. Vid presidentvalet 1994 vann Folkets demokratiska parti med Karimov som ledare. Trots kravaller och oroligheter och i strid mot författningen kunde Karimov hålla sig kvar vid makten till sin död 2016.
Karimov dog 2 september 2016 och presidentval hölls den 4 december. Till ny president valdes Shavkat Mirziyoyev, som varit premiärminister sedan 2003. Han vann med 89 procent av rösterna i ett val som av utländska bedömare inte ansågs vara fritt och rättvist. 2021 blev han omvald. Efter valet 2016 väcktes förhoppningar om ett politiskt töväder efter den näst intill enväldige Karimovs styre. Men även om flera reformer genomförts är mycket sig likt sedan Karimovs tid vid makten och Uzbekistan styrs av en auktoritär regim bestående av president Shavkat Mirziyoyev och hans maktapparat inom Liberaldemokratiska partiet.